# Facultad de Gobierno de la Universidad de Chile
La Facultad de Gobierno de la Universidad de Chile es una de las 16 facultades que componen la Universidad. Creada oficialmente el 14 de junio de 2022, es la sucesora natural del Instituto de Asuntos Públicos, un instituto multidisciplinario, creado el 13 de noviembre de 2001, en sesión del Consejo Universitario y el 20 de noviembre, se crea el organismo por Decreto Exento 0019640. El nuevo Instituto quedó constituido por la fusión de tres unidades de la Universidad: el Centro de Análisis de Políticas Públicas, el Instituto de Ciencia Política y la Escuela de Gobierno, Gestión Pública y Ciencia Política. Asimismo, se crean el Departamento de Gobierno y Gestión Pública, la Escuela de Posgrado, el Centro de Estudios de Opinión Pública y el Centro de Estudios en Seguridad Ciudadana.
Esta Facultad surge como una propuesta para fortalecer y renovar la capacidad académica multidisciplinaria de excelencia en la investigación, reflexión, debate, docencia, extensión, cooperación técnica y asesoría orientadas a la solución de los principales problemas y materias de interés público del país. Durante las últimas décadas, como consecuencia del avance del proceso de globalización, del predominio del mercado, de la modernización de la economía y del fortalecimiento de la sociedad civil, las sociedades se han hecho más complejas y las políticas públicas han dejado de ser del ámbito exclusivo del Estado. Al mismo tiempo, este último enfrenta el desafío de encarar su propia modernización a fin de estar a la par con los avances logrados en el resto de las esferas anteriormente mencionadas.
La Facultad de Gobierno pretende colaborar desde el mundo académico en la construcción de un país más solidario, democrático, eficiente, equitativo y ambientalmente sustentable, proponiendo para ello soluciones interdisciplinarias provenientes de la ciencia política contemporánea, del análisis de las políticas públicas, y de las formas más modernas de administración o gestión pública: la política, las políticas y la gestión.
En la actualidad la Facultad de Gobierno posee dos Escuelas. La escuela de pregrado, conocida como Escuela de Gobierno y Gestión Pública, imparte las carreras de Administración Pública y de Ciencia Política. La escuela de postgrado imparte el magíster en Ciencia Política (el más antiguo de Chile), el magíster en Gobierno y Gerencia Pública, el magíster Criminología y Gestión de la Seguridad Ciudadana y el magíster en Gestión y Desarrollo Regional y Local, sumado a una diversidad de diplomados.
Se proyecta que entre 2023 y 2024 la Facultad de Gobierno cambie sus instalaciones al edificio del Proyecto Vicuña Mackenna 20 (VM20) que consiste en la construcción de un edificio que reunirá a cinco unidades académicas y organismos de la Universidad de Chile y se ubicará en la comuna de Providencia, en el terreno donde anteriormente se emplazaba la Facultad de Ciencias Químicas y Farmacéuticas. El inmueble albergará a la Facultad de Gobierno, el Instituto de Estudios Internacionales (IEI), el Centro de Extensión Artística y Cultural (CEAC), el Departamento de Postgrado y Postítulo y la Dirección de Relaciones Internacionales de esta Casa de Estudios.

## Misión y objetivos

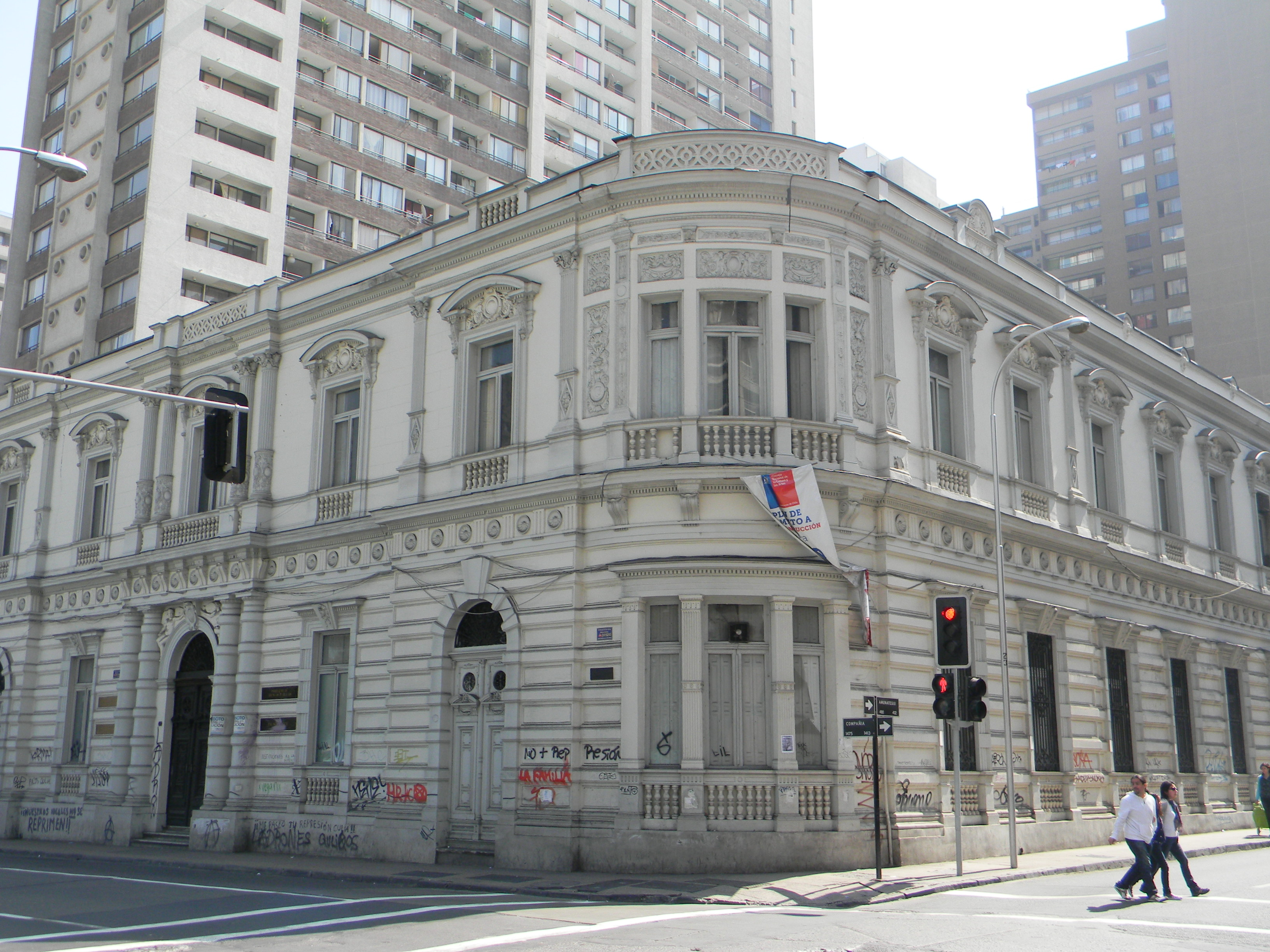
Antigua sede de la Escuela de Gobierno y Gestión Pública de la Universidad de Chile, escuela de pregrado de la Facultad de Gobierno, ex INAP.

La Facultad de Gobierno es una facultad multidisciplinaria de la Universidad de Chile en el cual se desarrolla reflexión, debate, docencia, extensión, cooperación técnica y asesoría orientada a la solución de los principales problemas y materias de interés público de la sociedad. Desde el mundo académico se busca aportar alternativas para la construcción de un sociedad más solidaria, democrática, eficiente, equitativa y ambientalmente sustentable. Ello se logra proponiendo soluciones interdisciplinarias provenientes de la ciencia política contemporánea, del análisis de las políticas públicas y de las formas más modernas de administración y gestión pública.
Tiene por misión la investigación, formación, extensión, asesoría y promoción del debate ciudadano, centradas en el estudio de los problemas públicos del país y en el análisis del rol del Estado, las políticas públicas y los principales actores sociales en la solución de esos problemas. Los objetivos del INAP son los siguientes:
- Desarrollar una capacidad de excelencia en el análisis de los problemas y materias de interés público del país, en relación con el funcionamiento del sistema político, la estructura y operación del Estado, el proceso de formulación de las políticas gubernamentales, los sistemas modernos de gestión de los servicios públicos, las condiciones requeridas para asegurar un desarrollo sustentable en el largo plazo y la gobernabilidad de la democracia.

- Desarrollar las funciones de investigación, extensión, asesoría y capacitación que se requieren en el ámbito del Estado y de los servicios públicos, para lo cual debe desarrollar trabajos que contribuyan a mejorar la capacidad de la Universidad de Chile para abordar los asuntos públicos tomando en cuenta tanto el papel del sector público como del mercado y la sociedad civil, tanto por cuenta propia como mediante convenios y contratos con las instituciones interesadas.

- Fortalecer su capacidad para otorgar formación en el nivel de pregrado de los profesionales y directivos públicos que el estado requiere a través de la Escuela de Gobierno, Gestión Pública y Ciencia Política. Lo anterior supone el reconocimiento a la condición multidisciplinaria del estudio de la Administración Pública, para lo cual la Escuela continuará la consolidación de las áreas temáticas de Economía y Finanzas públicas, Disciplinas Jurídicas, Gobierno y Gestión Pública, Ciencias Políticas y Sociales y Disciplinas de Apoyo, incorporando nuevas líneas temáticas que se requieran para complementar la formación.

- Expandir su labor de docencia a nivel de su Escuela de Postgrado, en el ámbito de Magísteres, diplomados y otros postítulos en sus áreas de responsabilidad, con especial referencia a la formación de directivos públicos.

- Desarrollar una capacidad moderna de excelencia en el campo de la Ciencia Política, insertándola en las tendencias mundiales más recientes de esta disciplina y promoviendo el desarrollo integrado de áreas como la estructura del Estado y el funcionamiento del gobierno; los elementos propios de la teoría y de los sistemas políticos, incluyendo la opinión pública, los procesos electorales y la política comparada, así como las necesarias relaciones entre el Estado y la sociedad civil.

- Desarrollar actividades de investigación, de creación, de docencia, de extensión y asesoría que permitan perfeccionar los procesos de formulación de las políticas públicas. Ellas se concentrarán particularmente en los campos que tienen que ver con el perfeccionamiento de la acción del estado y de los servicios públicos, las políticas sociales, el fortalecimiento de la sociedad civil y la participación ciudadana, y del desarrollo sustentable y de la previsión de largo plazo. Incluirán el análisis de los diversos agentes económico-sociales que participan en esas políticas y con énfasis en el fortalecimiento de las capacidades del gobierno en las áreas de organización y coordinación, planificación estratégica, adopción de decisiones y procesos de negociación, habilidades que se desarrollarán en todos los departamentos del Instituto.

- Acumular una masa crítica de conocimientos, información y experiencias, de carácter interdisciplinario en torno a estos problemas, a fin de ponerlos a disposición de la sociedad y del gobierno, apelando a los recursos académicos disponibles en la Universidad en este campo.

- Desarrollar los proyectos de asesoría y de cooperación técnica que le fueran requeridos por organismos nacionales o internacionales convocando todas las capacidades de que dispone para ello la Universidad de Chile.

## Autoridades

### Autoridades actuales
- Decano: Leonardo Letelier Saavedra
- Vicedecano: Ariel Ramírez Orrego
- Directora Escuela de Postgrado: Mireya Dávila Avendaño
- Directora Escuela de Gobierno y Gestión Pública (pregrado): Lorena Oyarzún Serrano
- Director del Centro de Estudios en Seguridad Ciudadana (CESC): Claudio González Guarda
- Director del Centro de Análisis en Políticas Públicas (CAPP): Sergio Galilea Ocón
- Director de Asuntos Económicos y Administrativos: Carlos Chong
- Director Departamento de Estudios Políticos: Felipe Agüero Piwonka
- Director Departamento de Administración y Gestión Pública: Antoine Vincent Maillet
- Secretario de Estudios: Carlos Castro Gil

## Departamentos
En la actualidad, la facultad cuenta con dos departamentos constituidos, los cuales agrupan a todos los académicos de la unidad académica. Estos departamentos están dedicados a la investigación y la docencia en el contexto de la administración del Estado y la política.
- Departamento de Estudios Políticos
- Departamento de Administración y Gestión Pública

## Programas académicos
Los programas de pregrado y postgrado están administrados, respectivamente, por las escuelas de pregrado y postgrado de la facultad.
Escuela de Gobierno y Gestión Pública (Pregrado)
- Administración Pública
- Ciencia Política

Escuela de Postgrado
- Magíster en Gobierno y Gerencia Pública
- Magíster en Ciencia Política
- Magíster en Criminología y Gestión de la Seguridad Ciudadana
- Magíster en Gestión y Desarrollo Regional y Local

Además, cuenta con un catálogo de diplomados de post-título y extensión, el cual es actualizado de manera constante y acorde a convenios con instituciones públicas que requieren de los servicios de la facultad.

## Difusión e investigación
Uno de los ejes centrales de la Universidad de Chile es el impulso a las diferentes actividades de investigación en sus distintas facultades. En ese sentido, la Facultad de Gobierno se caracteriza principalmente por su multidisciplinariedad, además de su avocación por las políticas públicas, generando diversos proyectos de colaboración académica con organismos del Estado.

### Centros de investigación
Existen dos centros de investigación dependientes de la Facultad:
- Centro de Análisis en Políticas Públicas (CAPP)[10]
- Centro de Estudios en Seguridad Ciudadana (CESC)[11]

## Centros de estudiantes y organismos de representación
Los estudiantes se encuentran separados por carreras, y ambas cuentan con un centro de estudiantes propio. Por parte de Administración Pública, la máxima representación la realiza el Centro de Estudiantes de Administración Pública (CEAP) y, por su parte, en Ciencia Política la representación es llevada a cabo por el Centro de Estudiantes de Ciencia Política (CECIP), ambos adscritos a la Federación de Estudiantes de la Universidad de Chile (FECh). Ambos centros de estudiantes son elegidos periódicamente en elecciones democráticas y a través del sufragio universal estudiantil por el período de un año, y se organizan con base en una Mesa directiva y un Consejo de Representantes, este último integrado por las delegaciones generacionales y las consejerías y delegaturas transversales.